# Lago Debar
El lago Debar (en macedonio: Дебарско Езеро, romanizado: Debarsko Ezero; en albanés: Liqeni i Dibrës) es un lago artificial situado en la parte occidental de Macedonia del Norte, cerca de la ciudad de Debar, de la que recibe su nombre. Una presa en Špilje bloquea el Drin Negro, el segundo río más largo del país.
El lago Debar tiene una superficie de 13.2 kilómetros cuadrados (1320 ha) y es uno de los lagos más grandes de Macedonia del Norte. Tiene 92 metros de profundidad y se encuentra a una altitud de 580 metros sobre el Adriático. Fue creado entre 1966 y 1968, tras elevarse la presa existente en Špilje a 102 metros (335 pies).